# Puchar Europy w Maratonie 1981
1. Puchar Europy w Maratonie – zawody lekkoatletyczne na dystansie maratońskim, które odbyły się 13 września 1981 roku we francuskim Agen. 

## Rezultaty

### Mężczyźni
| Konkurencja:  | 1. miejsce                                | Rezultat | 2. miejsce                              | Rezultat | 3. miejsce                                                                                        | Rezultat |
| Indywidualnie | Massimo Magnani                           | 2:13:29  | Waldemar Cierpinski                     | 2:15:44  | Tommy Persson                                                                                     | 2:15:45  |
| Drużynowo     | Włochy · Massimo Magnani (1.) · ? · ? · ? | 30 pkt.  | ZSRR · Anatoli Ariukow (7.) · ? · ? · ? | 72 pkt.  | Polska · Ryszard Marczak (4.) · Józef Mitka (17.) · Henryk Nogala (27.) · Andrzej Sajkowski (32.) | 80 pkt.  |

### Kobiety
| Konkurencja:  | 1. miejsce   | Rezultat | 2. miejsce      | Rezultat | 3. miejsce        | Rezultat |
| Indywidualnie | Zoja Iwanowa | 2:38:58  | Charlotte Teske | 2:41:04  | Nadieżda Gumerowa | 2:44:49  |